# Radar cuántico
El radar cuántico es un método de detección a distancia basado en el entrelazamiento cuántico. El modelo más convincente ha sido propuesto por un equipo internacional de investigadores. Un proyecto llevado a cabo en la Universidad de Rochester, en Nueva York, que consiste en la detección aérea de objetos gracias al envío de pulsos de fotones que contienen varias partículas cuánticas, las cuales pueden ser detectadas y replicadas para ser transmitidas hacia el radar. Los radares aéreos son algo común en la aviación, pero pierden gran eficiencia en la detección de aeronaves o buques furtivos; por el contrario, para un radar cuántico no hay diferencia entre objetos furtivos o no furtivos y ambos pueden ser igualmente detectados.

## Creación
Investigadores estadounidenses han empleado las propiedades cuánticas de los fotones para crear una señal de radar a la cual no podrá escaparse nada, un sistema inmune a cualquier tipo de interferencia. Los radares convencionales son vulnerables a una amplia gama de tecnologías, como pueden ser dejar caer las llamadas contramedidas, tiras metálicas que crean falsos reflejos, o simplemente saturar las frecuencias habituales utilizadas por los radares. Los radares más sofisticados pueden hacer frente a esas maniobras, pero los sistemas de interferencias más sofisticados son capaces de interceptar las señales y enviar información falsa.
Mehul Malik, uno de los responsables de la investigación en el Instituto Rochester de Óptica, probó el concepto haciendo rebotar los fotones de un bombardero furtivo para medir la tasa de retorno de la señal de polarización. 

## Aviones indetectables
Este nuevo concepto se basa en el hecho de que cualquier intento de medir un fotón siempre destruye sus propiedades cuánticas. Para aprovechar esta curiosa característica, el equipo de Rochester sugirió utilizar fotones polarizados para detectar objetos. Si un avión furtivo intenta interceptar estos fotones y volverlos a emitir de una manera que oculte su posición, inevitablemente cambiará las propiedades de los fotones cuánticos, revelando claramente su presencia. Cualquier objeto debe perturbar el delicado estado cuántico de los fotones, lo que introduce errores estadísticos que revelan su presencia.
En agosto de 2016, China dio a conocer que había desarrollado un radar cuántico con un alcance de unos 100 km y lo estaba probando en condiciones de operación realistas. En julio de 2018, anunciaron que habían logrado resultados que podrían ayudar a detectar objetos furtivos sin entrar en más detalles debido al intrínseco secreto militar. China se ha enfocado en importantes proyectos basados en las tecnologías cuánticas como los Experimentos Cuánticos a Escala Espacial (incluyendo el satélite Micius, que permitió la primera comunicación cuántica intercontinental entre China y Viena en 2016) o la línea terrestre de comunicaciones impenetrables Pekín - Shanghái de 2017 que actualmente están extendiendo a otras ciudades.

## Funcionamiento
El sistema crea fácilmente imágenes del avión si este no aplica algún tipo de contramedida electrónica. Cuando el adversario intercepta la señal y la modifica para devolver la imagen de un pájaro, este nuevo sistema es capaz de descubrir el engaño debido a la ruptura del entrelazamiento cuántico implícita al proceso.

## Otro usos
Visualizar detalles útiles de los objetivos a través de un fondo y/o de un desorden de camuflaje, a través de los velos de plasma alrededor de los vehículos hipersónicos de aire, a través de capas de ocultamiento que ocultan las instalaciones subterráneas, IEDs, minas y otras amenazas.